# آرثر كوتن مور
آرثر كوتن مور (بالإنجليزية: Arthur Cotton Moore)‏ هو مهندس معماري أمريكي، ولد في 1935 في واشنطن العاصمة في الولايات المتحدة.